# 夫羅勒州
夫羅勒州是阿爾巴尼亞西南部的一个州份，位於亞得里亞海畔。面积为2,706平方公里，人口数量为187,675（2021年）。州府为发罗拉市。该州下分为7个市镇：德維納、腓尼基、希馬拉、科尼斯波尔、萨兰达、塞萊尼察和发罗拉。